# Orquesta de Instrumentos Andinos
L'Orquesta de Instrumentos Andinos (OIA) è un gruppo musicale di Quito, composto da 38 musicisti che suonano strumenti tradizionali della regione andina in formato orchestra di grandi dimensioni, organizzati in sezioni strumentali di archi, fiati e percussioni.
Attualmente l'OIA fa parte della Fundación Teatro Nacional Sucre, un'organizzazione che comprende diversi gruppi artistici nel distretto metropolitano di Quito.

## Storia
L'Orquesta de Instrumentos Andinos (OIA) è un gruppo creato nel 1990 come progetto culturale sponsorizzato dal Comune di Quito, durante l'amministrazione di Rodrigo Paz. Come capo del progetto, Patricio Mantilla Ortega fu nominato per il suo lavoro riconosciuto nell'indagine sui generi musicali tradizionali andini ecuadoriani e latinoamericani. Questo musicista di Quito è stato il suo direttore titolare fino all'aprile 2015.
Questo progetto fu realizzato per iniziativa di rappresentanti di vari gruppi musicali come Sachas, Comarca, Sumac Chacra, Nuevo Amanecer, tra gli altri; con la partecipazione di circa 80 musicisti famosi, lasciando i suoi 38 membri attuali tra fondatori e nuovi membri.

## Carriera
L'Orquesta de Instrumentos Andinos è stata presentata a livello nazionale e internazionale come campione della musica ecuadoriana, latinoamericana e universale, che dimostra anche la versatilità degli strumenti andini. Questo progetto è stato anche una finestra importante per i nuovi compositori per presentare le loro opere, come importanti compositori come Mesías Maiguashca, Diego Luzuriaga e Gabriela Lena Frank che hanno proposto lavori da eseguire con questo gruppo.
L'OIA ha portato il suo lavoro in paesi come Colombia, Brasile, Perù, Costa Rica, Cile, Russia, Germania e Messico.